# 845
Évszázadok: 8. század – 9. század – 10. század
Évtizedek: 790-es évek – 800-as évek – 810-es évek – 820-as évek – 830-as évek – 840-es évek – 850-es évek – 860-as évek – 870-es évek – 880-as évek – 890-es évek
Évek: 840 – 841 – 842 – 843 –  844 – 845 – 846 – 847 – 848 – 849 – 850

## Események

### Európa
- A vikingek Ragnar (talán Ragnar Lodbrok) vezetésével, 120 hajóval és 5 ezer harcossal felhajóznak a Szajnán, ismét kifosztják Rouent és Párizs felé veszik az irányt. Kopasz Károly nyugati frank király a folyó két oldalán követi őket a seregével, de a vikingek szétverik az egyik parton vonuló frankokat, mire a másik seregrész visszavonul. Ragnar kirabolja Párizst és csak azután távozik, hogy Károly 7 ezer font ezüstöt fizetett neki.[1]
- A vikingek felhajóznak az Elbán és elpusztítják Hamburgot, de a szászok ezt követően visszaverik őket.
- Kopasz Károly békét köt az ellene lázadó II. Pippinnel és kiegyezik II. Lambert nantes-i gróffal is. Novemberben megtámadja Nominoe breton herceget, de a balloni csatában vereséget szenved; Bretagne ezzel függetlenné válik a frankoktól és 600 évig az is marad.
- Kopasz Károly az udvarába hívja az ír Johannes Scotus Erigenát és megbízza a palota iskolájának vezetésével.
- Máel Sechnaill ír király elfogja a dublini vikingek vezérét, Turgesiust és belefojtatja egy tóba.

### Abbászida Kalifátus
- Al-Vászik kalifa elrendeli 42, Amorion ostrománál elfogott bizánci főtisztviselő kivégzését, miután azok nem hajlandóak áttérni az iszlámra.

### Kína
- Vu-cung császár betiltja a buddhizmust és minden külföldi vallást (nesztoriánus kereszténységet, manicheizmust, zoroasztrizmust). 4600 buddhista kolostort és 40 ezer templomot rombolnak le, 260 ezer szerzetes és apáca kénytelen visszatérni a világi életbe.

## Születések
- augusztus 1. – Szugavara no Micsizane, japán költő
- Árpád, magyar nagyfejedelem (hozzávetőleges időpont)
- I. Berengár, német-római császár
- Károly, provence-i király
- Liutgard, Ifjabb Lajos keleti frank király felesége
- Provence-i Richilde, Kopasz Károly nyugati frank király második felesége

## Halálozások
- Abú Tammám, arab költő
- Muhammad ibn Szad, arab történetíró
- Miszlav, horvát fejedelem

## Fordítás
- Ez a szócikk részben vagy egészben  a(z)   845 című angol Wikipédia-szócikk ezen változatának fordításán alapul.  Az eredeti cikk szerkesztőit annak laptörténete sorolja fel. Ez a jelzés csupán a megfogalmazás eredetét és a szerzői jogokat jelzi, nem szolgál a cikkben szereplő információk forrásmegjelöléseként.